# Гленн Вейнер
Гленн Вейнер (англ. Glenn Weiner; нар. 27 квітня 1976) — колишній американський тенісист.
Найвищу одиночну позицію світового рейтингу — 119 місце досяг 19 липня 2004, парну — 85 місце — 18 лютого 2002 року.
Найвищим досягненням на турнірах Великого шолома було 2 коло в одиночному та парному розрядах.

## Фінали турнірів ATP за кар'єру

### Парний розряд: 1 (0–1)
| Результат | W/L | Дата     | Турнір                           | Покриття | Партнер  | Суперники            | Рахунок  |
| --------- | --- | -------- | -------------------------------- | -------- | -------- | -------------------- | -------- |
| Поразка   | 0–1 | Лип 2001 | Ньюпорт, Сполучені Штати Америки | Трава    | Андре Са | Боб Браян Майк Браян | 3–6, 5–7 |

## Титули на челленджерах

### Парний розряд: (11)
| Ранг | Рік  | Турнір                                        | Покриття | Партнер          | Суперники                       | Рахунок            |
| ---- | ---- | --------------------------------------------- | -------- | ---------------- | ------------------------------- | ------------------ |
| 1.   | 1997 | Куритиба, Бразилія                            | Ґрунт    | Герберт Вільчніґ | Едуардо Медіка Маріано Пуерта   | 6–3, 6–4           |
| 2.   | 1997 | Белу-Оризонті, Бразилія                       | Тверде   | Габріель Тріфу   | Нелсон Аертс Andre Sa           | 1–6, 6–3, 6–4      |
| 3.   | 1998 | Денвер, Сполучені Штати Америки               | Тверде   | Майкл Гілл       | Джастін Бовер Troy Budgen       | 7–6, 6–4           |
| 4.   | 2002 | Вайколоа, Гаваї, Сполучені Штати Америки      | Тверде   | Габріель Тріфу   | Джеймс Блейк Джастін Гімелстоб  | 6–4, 4–6, 6–4      |
| 5.   | 2002 | Калабасас, Сполучені Штати Америки            | Тверде   | Паул Роснер      | Джастін Гімелстоб Пол Ґолдстейн | 6–2, 4–6, 7–6(7–4) |
| 6.   | 2002 | Lexington Challenger, Сполучені Штати Америки | Тверде   | Джек Брейсінгтон | Брендон Коуп Ерік Тайно         | 6–2, 4–6, 7–5      |
| 7.   | 2002 | Шампейн, Сполучені Штати Америки              | Тверде   | Габріель Тріфу   | Ерік Тайно Мартін Веркерк       | 6–3, 6–2           |
| 8.   | 2004 | Гомстед (Флорида), Сполучені Штати Америки    | Тверде   | Габріель Тріфу   | Гантлі Монтґомері Тріпп Філліпс | 5–7, 7–5, 6–2      |
| 9.   | 2005 | Лаббок, Сполучені Штати Америки               | Тверде   | Г'юго Армандо    | Ян-Майкл Гембілл Скотт Удсема   | 5–7, 6–2, 7–6(9–7) |
| 10.  | 2005 | Кіто, Еквадор                                 | Ґрунт    | Г'юго Армандо    | Пауль Капдевіль Адріан Гарсія   | 6–3, 6–1           |
| 11.  | 2006 | Таллахассі, Сполучені Штати Америки           | Тверде   | Рік Де Вуст      | Тріпп Філліпс Боббі Рейнольдс   | 3–6, 6–3, [10–0]   |